# Noémie Schmidt
|  | Per a altres significats, vegeu «Schmidt». |

Noémie Schmidt   (Sion, 18 de novembre de 1990) és una actriu suïssa.

## Biografia
Filla d'un advocat i d'una biòloga, Noémie Schmidt des de ben petita s'interessa en el món de l'espectacle. Entre el 2004 i el 2008, canta a la coral infantil de la Schola de Sion (a Valais, Suïssa), on es forma en la tècnica vocal i al cant clàssic. Després d'un viatge als Estats Units, marxa a viure a Brussel·les on estudia teatre a l'Escola internacional de teatre Lassaâd i dona cursos de cant a nens i nenes al Teatre reial de la Moneda.

## Carrera
Comença la seva carrera com a actriu l'any 2012, amb un curtmetratge d'Ewa Brykalska titulat Coda. La seva interpretació és valorada i guanya diferents premis a festivals dedicats als curts metratges.
Un cop descobert el seu talent, al 2013 treballa per la televisió amb Toi que j'amais tant (Tu a que estimava tant) de Mary Higgins Clark, a continuació amb Le premier été (El primer estiu) de Marion Sarraut, en 2014.
El mateix any, fa els seus primers passos al cinema amb un llargmetratge, La Fille sûre (La Filla segura) de Victor-Emmanuel Boinem. A continuació ella interpreta el paper principal (l'estudiant) de L'étudiante et Monsieur Henri (l'Estudiant i el Senyor Henri), el 2015, amb Claude Brasseur en el paper del Senyor Henri. Gràcies a aquesta pel·lícula és preseleccionada als premis César com a artista revelació. Durant el mateix any també interpreta el paper de Henriette d'Anglaterra a la sèrie Versailles de Canal+.
El 2016, fa la pel·lícula Radin !, on interpreta la filla d'un home qui té molt a perdre si continua amb la seva avarícia, interpretat per Dany Boon. Generant des del primer dia 136 272 entrades en el territori francès.

## Filmografia

### Al cinema,[13][14]
- 2012 : Coda, curt métrage d'Ewa Brykalska : la filla
- 2013 : Dolça, curt métrage de Laure Bourdon Zarader : Dolça
- 2014 : Julia, curt métrage de Maud Neve i Nora Burlet : Élise
- 2014 : Locanda, curt métrage de Lucas Pannatier : Lily
- 2014 :La Vie devant soi (La Vida davant si mateix) de Victor-Emmanuel Boinem : Charlotte[15]
- 2015 : L'étudiante et Monsieur Henri (L'Estudiant i el Senyor Henri) d'Ivan Calbérac : Constància Piponnier
- 2016 : Radin ! de Fred Cavayé : Laura
- 2016 : For this is my body (Per això és el meu cos) de Paule Muret
- 2017 : La llum d'Elna, de Sílvia Quer
- 2018: Comme si de rien n'était: Charlotte
- 2018 : L'amour flou: Léa
- 2018 : El despertar de Motti Wolkenbruch: Laura
- 2019 : Paris est à nous: Anna
- 2019 : Les vétos: Alexandra
- 2021 : Années 20:

### A la televisió,
- 2013 : toi que j'amais tant (Tu a qui estimava tant) d'Olivier Langlois : Pauline
- 2014 : Le premier été (El primer estiu) de Marion Sarraut : Angélique adolescent
- 2015 : Versailles, seria creada per Simon Mirren i David Wolstencroft : Henriette d'Anglaterra
- 2016 : La llum d'Elna de Sílvia Quer: Élisabeth Eidenbenz

### Teatre
- 2003 : Ubu rei: la mare Ubu

## Premis
- 2013 : premi especial del jurat de pel·lícules d'escola europees al Festival Premiers Plans d'Angers per Coda[16]
- 2013 : premi millor actriu al festival Un festival és massa curt ! (Festival europeu del curt métrage de Niça) per Coda[17]
- 2013 : premi millor actriu al Festival Costat curt de Pantin per Coda[18]
- 2016 : premi "premier rendez-vous" per una actriu al Festival del film de Cabourg per l'Estudiant i Senyor Henri[19]